# Phaeoura atrescens
Phaeoura atrescens är en fjärilsart som beskrevs av George Duryea Hulst 1898. Phaeoura atrescens ingår i släktet Phaeoura och familjen mätare. Inga underarter finns listade i Catalogue of Life.